# Bayerischer Toto-Pokal 2015/16
Der Bayerische Toto-Pokal 2015/16 war die 7. Saison seit der Pokalreform. Im Finale setzten sich die Würzburger Kickers bei der SpVgg Unterhaching durch. Da sich die Würzburger aber bereits als Drittplatzierter der 3. Liga für den DFB-Pokal 2016/17 qualifizierten, durften auch die Unterhachinger am DFB-Pokal teilnehmen.

## 1. Hauptrunde
Gelost wurde aus fünf Töpfen, die regional zugeordnet wurden. Die Spiele wurden zwischen 4. und 12. August ausgetragen.
| Datum                 |                             | Ergebnis        |                        |
| --------------------- | --------------------------- | --------------- | ---------------------- |
| 12.08.2015, 19:00 Uhr | SpVgg Haidhausen            | 4:2             | SC Fürstenfeldbruck    |
| 12.08.2015, 18:15 Uhr | SSV Wertach                 | 0:7             | SpVgg Unterhaching     |
| 12.08.2015, 18:15 Uhr | Kissinger SC                | 0:2             | FC Pipinsried          |
| 12.08.2015, 19:00 Uhr | FF Geretsried               | 0:4             | FC Deisenhofen         |
| 12.08.2015, 19:00 Uhr | SpVgg Kaufbeuren            | 1:3             | FC Memmingen           |
| 11.08.2015, 18:15 Uhr | TSV Landsberg               | 4:0             | FV Illertissen         |
| 12.08.2015, 18:15 Uhr | TSV Wemding                 | 2:7             | TSV 1896 Rain          |
| 12.08.2015, 18:15 Uhr | ASV Zirndorf                | 0:2             | FSV Stadeln            |
| 12.08.2015, 18:15 Uhr | SK Lauf/Pegnitz             | 0:1             | SV Seligenporten       |
| 12.08.2015, 18:15 Uhr | SC 04 Schwabach             | 1:4             | FC Gundelfingen        |
| 11.08.2015, 18:15 Uhr | FC Hepberg                  | 1:8             | 1. SC Feucht           |
| 12.08.2015, 18:15 Uhr | TSV Neustadt/Aisch          | 0:0 (3:4 i. E.) | SC Eltersdorf          |
| 12.08.2015, 18:15 Uhr | FC Teutonia Reichenbach     | 0:6             | Würzburger Kickers     |
| 12.08.2015, 18:30 Uhr | 1. FC Oberhaid              | 1:3             | Eintracht Bamberg      |
| 12.08.2015, 18:15 Uhr | SV Euerbach/Kützberg        | 1:2             | TSV Großbardorf        |
| 04.08.2015, 18:30 Uhr | TSV Keilberg                | 1:1 (3:5 i. E.) | Viktoria Aschaffenburg |
| 12.08.2015, 18:15 Uhr | Dettelbach und Ortsteile 09 | 0:2             | TSV Abtswind           |
| 12.08.2015, 18:30 Uhr | TSV Karlburg                | 0:3             | 1. FC Schweinfurt 05   |
| 11.08.2015, 18:15 Uhr | SpVgg Hainsacker            | 0:5             | Jahn Regensburg        |
| 11.08.2015, 18:15 Uhr | SV Sorghof                  | 0:3             | FC Amberg              |
| 12.08.2015, 18:15 Uhr | ZV Thierstein               | 1:1 (6:7 i. E.) | SpVgg Selbitz          |
| 11.08.2015, 18:15 Uhr | SC Sylvia Ebersdorf         | 0:4             | SpVgg Bayreuth         |
| 12.08.2015, 18:15 Uhr | FC Chammünster              | 0:8             | SpVgg SV Weiden        |
| 12.08.2015, 19:00 Uhr | TSV Neudrossenfeld          | 9:1             | ASV Burglengenfeld     |
| 11.08.2015, 19:00 Uhr | TSV Vilsbiburg              | 1:3             | TSV Buchbach           |
| 11.08.2015, 18:15 Uhr | TSV Kößlarn                 | 0:3             | Wacker Burghausen      |
| 12.08.2015, 18:30 Uhr | SV Ostermünchen             | 1:8             | SV Schalding-Heining   |
| 12.08.2015, 18:30 Uhr | FC Sturm Hauzenberg         | 2:2 (6:5 i. E.) | TSV Waldkirchen        |
| 12.08.2015, 18:15 Uhr | FSV Landau/Isar             | 1:2             | SpVgg Ruhmannsfelden   |
| 11.08.2015, 19:30 Uhr | VfR Garching                | 1:1 (0:3 i. E.) | SV Heimstetten         |
| 12.08.2015, 19:15 Uhr | SpVgg Landshut              | 2:2 (4:3 i. E.) | FC Unterföhring        |
| 11.08.2015, 18:15 Uhr | FC Ismaning                 | 2:1             | TuS Holzkirchen        |

## 2. Hauptrunde
Die Paarungen der 2. Hauptrunde wurden aus 5 regionalen Töpfen gezogen. Die Spiele wurden am 18. und 19. August 2015 ausgetragen.
| Datum                 |                      | Ergebnis        |                        |
| --------------------- | -------------------- | --------------- | ---------------------- |
| 19.08.2015, 19:00 Uhr | SpVgg Haidhausen     | 1:0             | FC Pipinsried          |
| 19.08.2015, 18:15 Uhr | FC Deisenhofen       | 0:2             | FC Memmingen           |
| 18.08.2015, 18:15 Uhr | TSV Landsberg        | 1:3             | SpVgg Unterhaching     |
| 18.08.2015, 18:15 Uhr | FSV Stadeln          | 0:1             | SC Eltersdorf          |
| 18.08.2015, 18:15 Uhr | FC Gundelfingen      | 1:1 (4:2 i. E.) | 1. SC Feucht           |
| 18.08.2015, 19:00 Uhr | SV Seligenporten     | 1:0             | TSV Rain am Lech       |
| 19.08.2015, 18:30 Uhr | TSV Abtswind         | 1:3             | Viktoria Aschaffenburg |
| 19.08.2015, 18:15 Uhr | TSV Großbardorf      | 0:4             | Würzburger Kickers     |
| 18.08.2015, 19:00 Uhr | FC Eintracht Bamberg | 3:2             | 1. FC Schweinfurt 05   |
| 19.08.2015, 19:00 Uhr | TSV Neudrossenfeld   | 0:1             | Jahn Regensburg        |
| 18.08.2015, 18:15 Uhr | SpVgg Selbitz        | 0:1             | SpVgg Bayreuth         |
| 18.08.2015, 19:00 Uhr | SpVgg SV Weiden      | 0:2             | FC Amberg              |
| 18.08.2015, 18:15 Uhr | FC Sturm Hauzenberg  | 1:6             | SV Schalding-Heining   |
| 18.08.2015, 18:15 Uhr | FC Ismaning          | 1:2             | SpVgg Ruhmannsfelden   |
| 18.08.2015, 19:00 Uhr | SpVgg Landshut       | 0:5             | Wacker Burghausen      |
| 18.08.2015, 19:00 Uhr | SV Heimstetten       | 2:3             | TSV Buchbach           |

## Achtelfinale
Die Partien der Achtelfinals wurden aus vier regionalen Töpfen gezogen. Gespielt wurde vom 1. September bis 6. Oktober 2015
| Datum                 |                      | Ergebnis        |                        |
| --------------------- | -------------------- | --------------- | ---------------------- |
| 01.09.2015, 18:00 Uhr | FC Gundelfingen      | 0:1             | FC Memmingen           |
| 01.09.2015, 18:00 Uhr | SpVgg Ruhmannsfelden | 0:3             | TSV Buchbach           |
| 01.09.2015, 19:00 Uhr | SC Eltersdorf        | 3:1             | Viktoria Aschaffenburg |
| 01.09.2015, 19:30 Uhr | Wacker Burghausen    | 2:3             | SV Schalding-Heining   |
| 09.09.2015, 19:30 Uhr | Jahn Regensburg      | 1:1 (4:2 i. E.) | FC Amberg              |
| 15.09.2015, 19:00 Uhr | SpVgg Haidhausen     | 0:7             | SpVgg Unterhaching     |
| 22.09.2015, 19:00 Uhr | SV Seligenporten     | 5:0             | SpVgg Bayreuth         |
| 06.10.2015, 19:00 Uhr | Eintracht Bamberg    | 2:3             | Würzburger Kickers     |

## Viertelfinale
Die Viertelfinalspiele wurden am 30. März und 6. April 2016 ausgetragen.
| Datum                 |                      | Ergebnis |                    |
| --------------------- | -------------------- | -------- | ------------------ |
| 30.03.2016, 19:00 Uhr | SC Eltersdorf        | 1:3      | Jahn Regensburg    |
| 06.04.2016, 18:00 Uhr | SV Schalding-Heining | 1:3      | Würzburger Kickers |
| 06.04.2016, 18:00 Uhr | SV Seligenporten     | 1:2      | SpVgg Unterhaching |
| 06.04.2016, 18:30 Uhr | TSV Buchbach         | 2:4      | FC Memmingen       |

## Halbfinale
Die beiden Halbfinals wurden am 19. und 20. April 2016 ausgetragen.
| Datum                 |                     | Ergebnis |                    |
| --------------------- | ------------------- | -------- | ------------------ |
| 19.04.2016, 19:00 Uhr | SSV Jahn Regensburg | 1:5      | SpVgg Unterhaching |
| 20.04.2016, 18:80 Uhr | FC Memmingen        | 0:3      | Würzburger Kickers |

## Finale
Das Finale fand am 28. Mai 2016 in Unterhaching statt.
| SpVgg Unterhaching                                             | SpVgg Unterhaching | Würzburger Kickers | Würzburger Kickers |
| -------------------------------------------------------------- | --- | --- | ------------------ |
| SpVgg Unterhaching                                             | \| 28. Mai 2016 um 14:30 in Unterhaching (Sportpark Unterhaching) \| \| Ergebnis: 2:6 (1:0) \| \| Zuschauer: 3200 \| \| Schiedsrichter: Florian Badstübner \| | \| 28. Mai 2016 um 14:30 in Unterhaching (Sportpark Unterhaching) \| \| Ergebnis: 2:6 (1:0) \| \| Zuschauer: 3200 \| \| Schiedsrichter: Florian Badstübner \| | Würzburger Kickers |
| SpVgg Unterhaching                                             | Maximilian Hehn – Maximilian Bauer, Alexander Winkler, Josef Welzmüller, Ulrich Taffertshofer, Alexander Sieghart (Andreas Markmüller 78.), Maximilian Nicu, Thomas Steinherr (Markus Einsiedler 64.), Alexander Piller (Max Dombrowka 46.), Sascha Bigalke, Vitalij Lux Cheftrainer: Claus Schromm | Dominik Brunnhübner – Dominik Nothnagel, Rico Benatelli (Amir Shapourzadeh 46.), Marco Haller (Dániel Nagy 57.), Richard Weil, Joannis Karsanidis, Peter Kurzweg, Dennis Russ, Royal-Dominique Fennell, Emanuel Taffertshofer, Elia Soriano (Adam Jabiri 57.) Cheftrainer: Bernd Hollerbach | Würzburger Kickers |
| SpVgg Unterhaching                                             | 1:0 Alexander Sieghart (4.) 2:5 Vitalij Lux (72.) | 1:1 Amir Shapourzadeh (57.) 1:2 Amir Shapourzadeh (59.) 1:3 Amir Shapourzadeh (61.) 1:4 Amir Shapourzadeh (64.) 1:5 Daniel Nagy (65.) 2:6 Daniel Nagy (81.) | Würzburger Kickers |
| SpVgg Unterhaching                                             | Maximilian Bauer (53.), Josef Welzmüller (67.) | Elia Soriano (55.) | Würzburger Kickers |
| 28. Mai 2016 um 14:30 in Unterhaching (Sportpark Unterhaching) | | |                    |
| Ergebnis: 2:6 (1:0)                                            | | |                    |
| Zuschauer: 3200                                                | | |                    |
| Schiedsrichter: Florian Badstübner                             | | |                    |